# 1. division (Eishockey) 1964/65
Die Saison 1964/65 war die achte Spielzeit der 1. division, der höchsten dänischen Eishockeyspielklasse. Meister wurde zum insgesamt sechsten Mal in der Vereinsgeschichte der KSF Kopenhagen.

## Modus
In der Hauptrunde absolvierte jede der fünf Mannschaften insgesamt acht Spiele. Der Erstplatzierte der Hauptrunde wurde Meister. Für einen Sieg erhielt jede Mannschaft zwei Punkte, bei einem Unentschieden gab es einen Punkt und bei einer Niederlage null Punkte.

## Hauptrunde

### Tabelle
|    | Klub                 | Sp | S | U | N | T  | GT | Punkte |
| -- | -------------------- | -- | - | - | - | -- | -- | ------ |
| 1. | KSF Kopenhagen       | 8  | 5 | 1 | 2 | 27 | 16 | 11     |
| 2. | Esbjerg IK           | 8  | 5 | 1 | 2 | 34 | 24 | 11     |
| 3. | Gladsaxe SF          | 8  | 5 | 0 | 3 | 27 | 22 | 10     |
| 4. | Rungsted IK          | 8  | 3 | 1 | 4 | 33 | 29 | 7      |
| 5. | Rødovre Mighty Bulls | 8  | 0 | 1 | 7 | 15 | 45 | 1      |

Sp = Spiele, S = Siege, U = unentschieden, N = Niederlagen, T = Tore, GT = Gegentore